# La Chapelle-Gonaguet
Pour les articles homonymes, voir La Chapelle.
La Chapelle-Gonaguet est une commune française située dans le département de la Dordogne, en région Nouvelle-Aquitaine.

## Géographie

### Généralités
Au centre du département de la Dordogne et incluse dans l'aire d'attraction de Périgueux, la commune de La Chapelle-Gonaguet, est située en Périgord central, sur les hauteurs en rive droite de l'Isle.
Traversé par la route départementale (RD) 1, le bourg de La Chapelle-Gonaguet, se situe, en distances orthodromiques, dix kilomètres au nord-ouest de Périgueux et douze kilomètres au nord-est de Saint-Astier.
La commune est bordée au nord-est par la RD 2 et desservie au sud-ouest par la RD 710.
Des tronçons des sentiers de grande randonnée GR 36, GR 361 et GR 646 traversent le territoire communal.

### Communes limitrophes
La Chapelle-Gonaguet est limitrophe de cinq autres communes. À l'extrême nord, le lieu-dit le Poteau des Quatre Communes pourrait laisser supposer que La Chapelle-Gonaguet est aussi limitrophe de Biras, mais il s'en faut d'environ 80 mètres. Au nord-ouest, le territoire de Lisle est distant de 350 mètres.
|           | Bussac               | Château-l'Évêque |
| Mensignac | La Chapelle-Gonaguet |                  |
|           | Annesse-et-Beaulieu  | Chancelade       |

### Géologie et relief

#### Géologie
Situé sur la plaque nord du Bassin aquitain et bordé à son extrémité nord-est par une frange du Massif central, le département de la Dordogne présente une grande diversité géologique. Les terrains sont disposés en profondeur en strates régulières, témoins d'une sédimentation sur cette ancienne plate-forme marine. Le département peut ainsi être découpé sur le plan géologique en quatre gradins différenciés selon leur âge géologique. La Chapelle-Gonaguet est située dans le troisième gradin à partir du nord-est, un plateau formé de calcaires hétérogènes du Crétacé.
Les couches affleurantes sur le territoire communal sont constituées de formations superficielles du Quaternaire datant du Cénozoïque et de roches sédimentaires du Mésozoïque. La formation la plus ancienne, notée c3(2), date du Coniacien indifférencié, composée de calcaires gréseux, sables et marnes à la base puis calcaires bioclastiques et calcaires crayeux et glauconieux ou calcaires à huitres au sommet. La formation la plus récente, notée CFvs, fait partie des formations superficielles de type colluvions carbonatées de vallons secs : sable limoneux à débris calcaires et argile sableuse à débris. Le descriptif de ces couches est détaillé dans  la feuille « no 758 - Périgueux (ouest) » de la carte géologique au 1/50 000 de la France métropolitaine, et sa notice associée.

Carte géologique de La Chapelle-Gonaguet.

#### Relief et paysages
Le département de la Dordogne se présente comme un vaste plateau incliné du nord-est (491 m, à la forêt de Vieillecour dans le Nontronnais, à Saint-Pierre-de-Frugie) au sud-ouest (2 m à Lamothe-Montravel). L'altitude du territoire communal varie quant à elle entre 95 m à l'extrême sud du territoire communal, en limite des communes d'Annesse-et-Beaulieu et Chancelade, au lieu-dit les Sept Chevaux, et 233 ou 235 m au nord du bourg, au niveau du cimetière.
Dans le cadre de la Convention européenne du paysage entrée en vigueur en France le 1er juillet 2006, renforcée par la loi du 8 août 2016 pour la reconquête de la biodiversité, de la nature et des paysages, un atlas des paysages de la Dordogne a été élaboré sous maîtrise d’ouvrage de l’État et publié en octobre 2020. Les paysages du département s'organisent en huit unités paysagères et 14 sous-unités. La commune fait partie du Périgord central, un paysage vallonné, aux horizons limités par de nombreux bois, plus ou moins denses, parsemés de prairies et de petits champs.
La superficie cadastrale de la commune publiée par l'Insee, qui sert de référence dans toutes les statistiques, est de 19,07 km2,,. La superficie géographique, issue de la BD Topo, composante du Référentiel à grande échelle produit par l'IGN, est quant à elle de 19,71 km2.

### Hydrographie

#### Réseau hydrographique

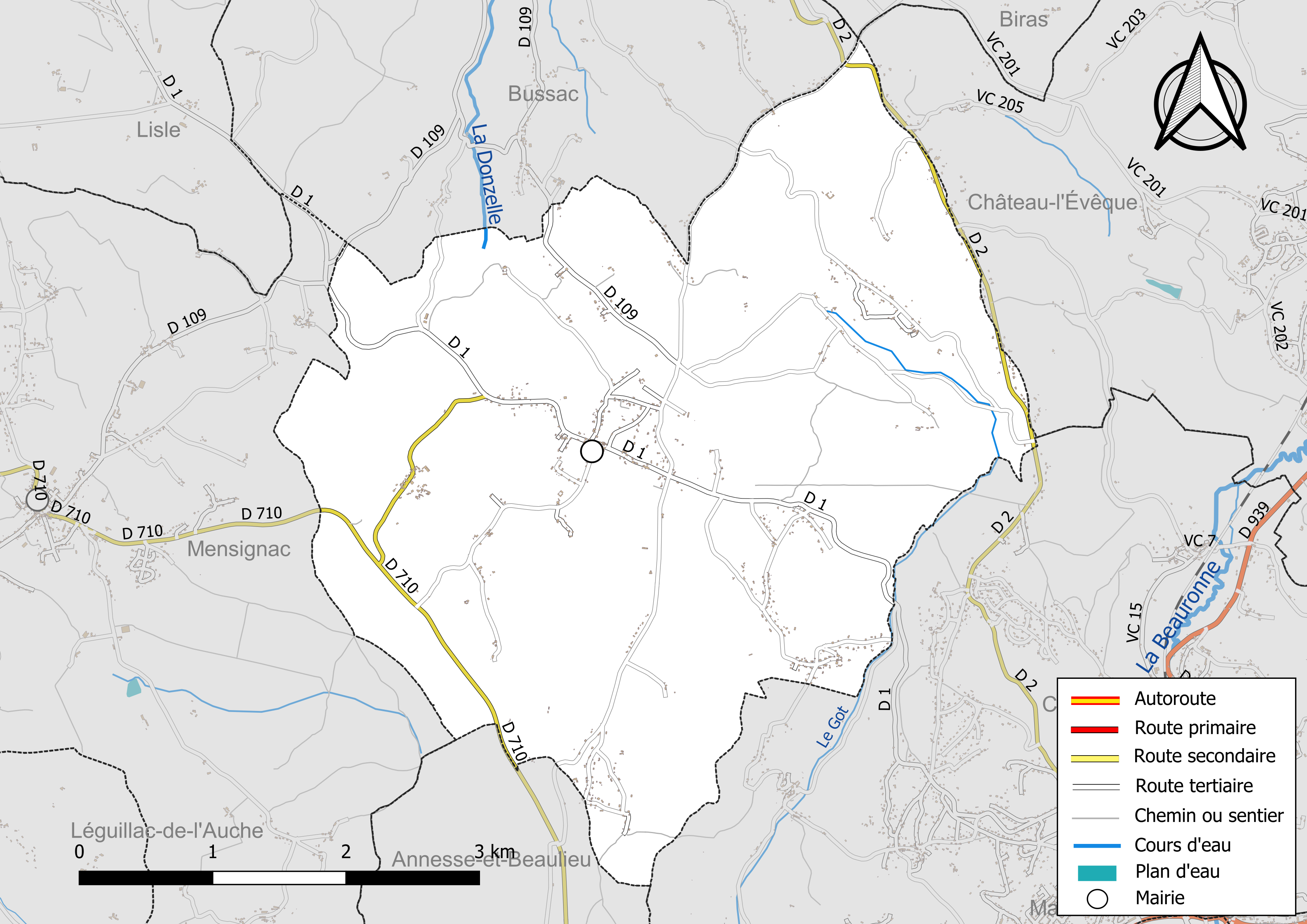
Réseaux hydrographique et routier de la Chapelle-Gonaguet.

La commune est située dans le bassin de la Dordogne au sein du Bassin Adour-Garonne. Elle est drainée par la Donzelle, le Got, et deux petits cours d'eau qui constituent un réseau hydrographique de 5,5 km de longueur totale,.
La Donzelle, d'une longueur totale de 10,29 km, prend sa source dans le nord de la commune et se jette dans la Dronne en rive gauche à Lisle. Quelques dizaines de mètres après sa source, elle entre sur Bussac.
Le Got, affluent de rive droite de l'Isle, prend sa source au prieuré de Merlande, dans le nord-est de la commune et l'arrose sur trois kilomètres et demi dont un kilomètre et demi sert de limite face à Chancelade.

#### Gestion et qualité des eaux
Le territoire communal est couvert par le schéma d'aménagement et de gestion des eaux (SAGE) « Isle - Dronne ». Ce document de planification, dont le territoire regroupe les bassins versants de l'Isle et de la Dronne, d'une superficie de 7 500 km2, a été approuvé le 2 août 2021. La structure porteuse de l'élaboration et de la mise en œuvre est l'établissement public territorial de bassin de la Dordogne (EPIDOR). Il définit sur son territoire les objectifs généraux d’utilisation, de mise en valeur et de protection quantitative et qualitative des ressources en eau superficielle et souterraine, en respect des objectifs de qualité définis dans le troisième SDAGE  du Bassin Adour-Garonne qui couvre la période 2022-2027, approuvé le 10 mars 2022.
La qualité des eaux de baignade et des cours d’eau peut être consultée sur un site dédié géré par les agences de l’eau et l’Agence française pour la biodiversité.

### Climat
Pour des articles plus généraux, voir Climat de la Nouvelle-Aquitaine et Climat de la Dordogne.
En 2010, le climat de la commune est de type climat océanique altéré, selon une étude s'appuyant sur une série de données couvrant la période 1971-2000. En 2020, Météo-France publie une typologie des climats de la France métropolitaine dans laquelle la commune est toujours exposée à un climat océanique altéré et est dans la région climatique  Aquitaine, Gascogne, caractérisée par une pluviométrie abondante au printemps, modérée en automne, un faible ensoleillement au printemps, un été chaud (19,5 °C), des vents faibles, des brouillards fréquents en automne et en hiver et des orages fréquents en été (15 à 20 jours).
Pour la période 1971-2000, la température annuelle moyenne est de 12,2 °C, avec  une amplitude thermique annuelle de 14,8 °C. Le cumul annuel moyen de précipitations est de 984 mm, avec 12,7 jours de précipitations en janvier et 7,4 jours en juillet. Pour la période 1991-2020, la température moyenne annuelle observée sur la station météorologique la plus proche, située sur la commune de Coulounieix-Chamiers à 8 km à vol d'oiseau, est de 13,1 °C et le cumul annuel moyen de précipitations est de 912,2 mm,. Pour l'avenir, les paramètres climatiques de la commune estimés pour 2050 selon différents scénarios d’émission de gaz à effet de serre sont consultables sur un site dédié publié par Météo-France en novembre 2022.

## Urbanisme

### Typologie
Au 1er janvier 2024, La Chapelle-Gonaguet est catégorisée commune rurale à habitat dispersé, selon la nouvelle grille communale de densité à 7 niveaux définie par l'Insee en 2022.
Elle est située hors unité urbaine. Par ailleurs la commune fait partie de l'aire d'attraction de Périgueux, dont elle est une commune de la couronne,. Cette aire, qui regroupe 49 communes, est catégorisée dans les aires de 50 000 à moins de 200 000 habitants,.

### Occupation des sols
L'occupation des sols de la commune, telle qu'elle ressort de la base de données européenne d’occupation biophysique des sols Corine Land Cover (CLC), est marquée par l'importance des forêts et milieux semi-naturels (61,5 % en 2018), une proportion sensiblement équivalente à celle de 1990 (61,6 %). La répartition détaillée en 2018 est la suivante : 
forêts (60,2 %), zones agricoles hétérogènes (19,6 %), terres arables (13,9 %), zones urbanisées (3,2 %), prairies (1,8 %), milieux à végétation arbustive et/ou herbacée (1,3 %). L'évolution de l’occupation des sols de la commune et de ses infrastructures peut être observée sur les différentes représentations cartographiques du territoire : la carte de Cassini (XVIIIe siècle), la carte d'état-major (1820-1866) et les cartes ou photos aériennes de l'IGN pour la période actuelle (1950 à aujourd'hui).

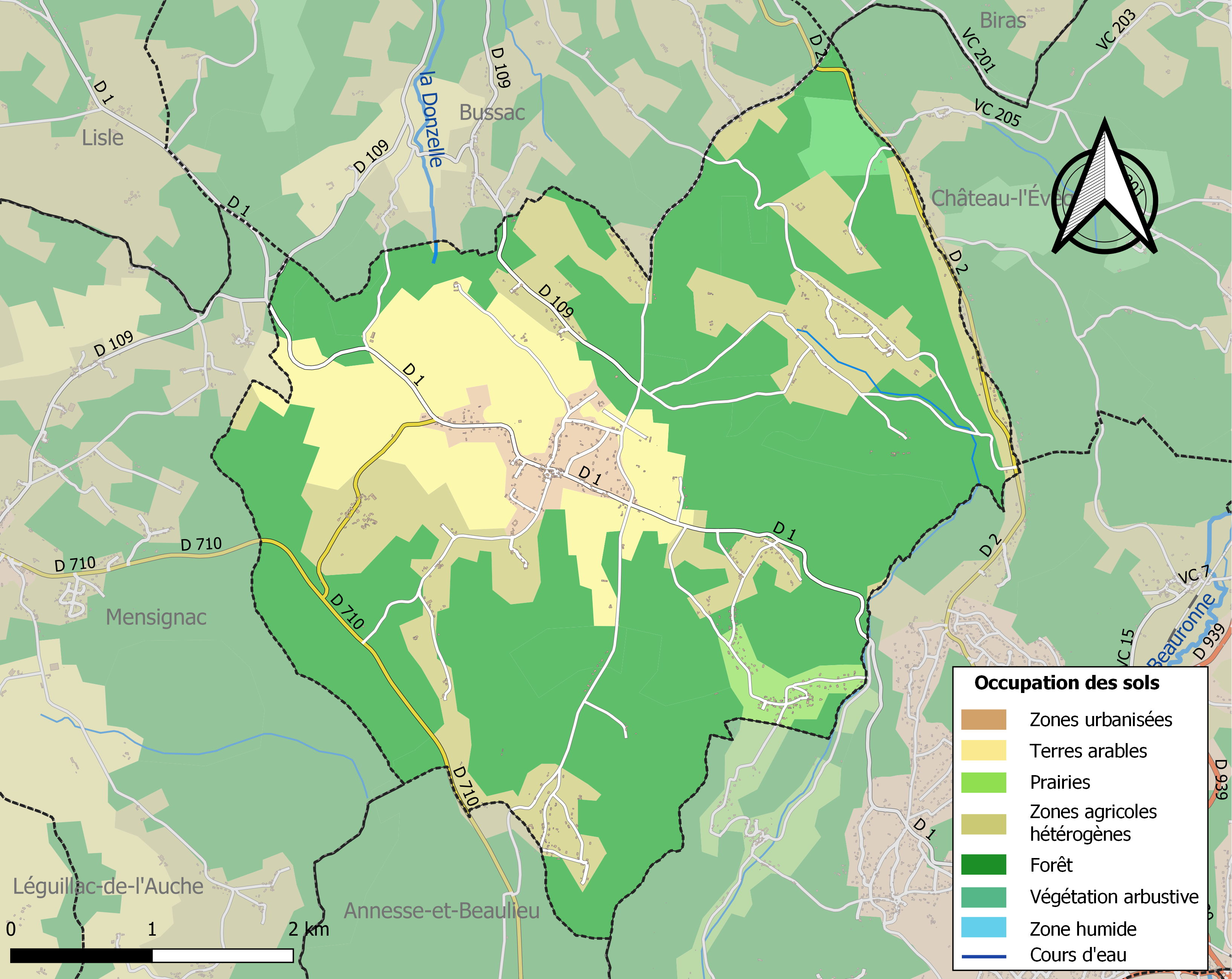
Carte des infrastructures et de l'occupation des sols de la commune en 2018 (CLC).

### Villages, hameaux et lieux-dits
- Abbaye de Merlande
- Blanchou
- Bricoulet
- Envaure
- Frateau
- Fuselier
- Kourlouze
- la Baucherie
- la Fromentie
- la Galoche
- la Jarthe
- Lansinade
- le Lac des Farges
- le Lac Pézal
- le Pavillon
- le Puy de Merlande
- le Sézalard
- le Verna
- les Basses Vérinas
- les Boiges
- les Boigettes
- les Brunies
- les Cafourches
- les Cailloux
- les Chapelières
- les Chaumes
- les Cubelets
- les Forêts
- les Genêts
- les Granges
- les Granges de Merlande
- les Hautes Vérinas
- les Jalajoux
- les Jarthes
- les Landes
- les Places
- les Plateries
- les Reyssoux
- les Rivailles
- les Servanties
- Maisonneuve
- Malledent
- Migaine
- Patraud
- Pelleport
- Pierredure
- Porchère
- Puy Auriol
- Tevaine

### Prévention des risques
Le territoire de la commune de La Chapelle-Gonaguet est vulnérable à différents aléas naturels : météorologiques (tempête, orage, neige, grand froid, canicule ou sécheresse), feux de forêts, mouvements de terrains et séisme (sismicité très faible). Un site publié par le BRGM permet d'évaluer simplement et rapidement les risques d'un bien localisé soit par son adresse soit par le numéro de sa parcelle.
La Chapelle-Gonaguet est exposée au risque de feu de forêt. L’arrêté préfectoral du 14 mars 2013 fixe les conditions de pratique des incinérations et de brûlage dans un objectif de réduire le risque de départs d’incendie. À ce titre, des périodes sont déterminées : interdiction totale du 15 février au 15 mai et du 15 juin au 15 octobre, utilisation réglementée du 16 mai au 14 juin et du 16 octobre au 14 février. En septembre 2020, un plan inter-départemental de protection des forêts contre les incendies (PidPFCI) a été adopté pour la période 2019-2029,.

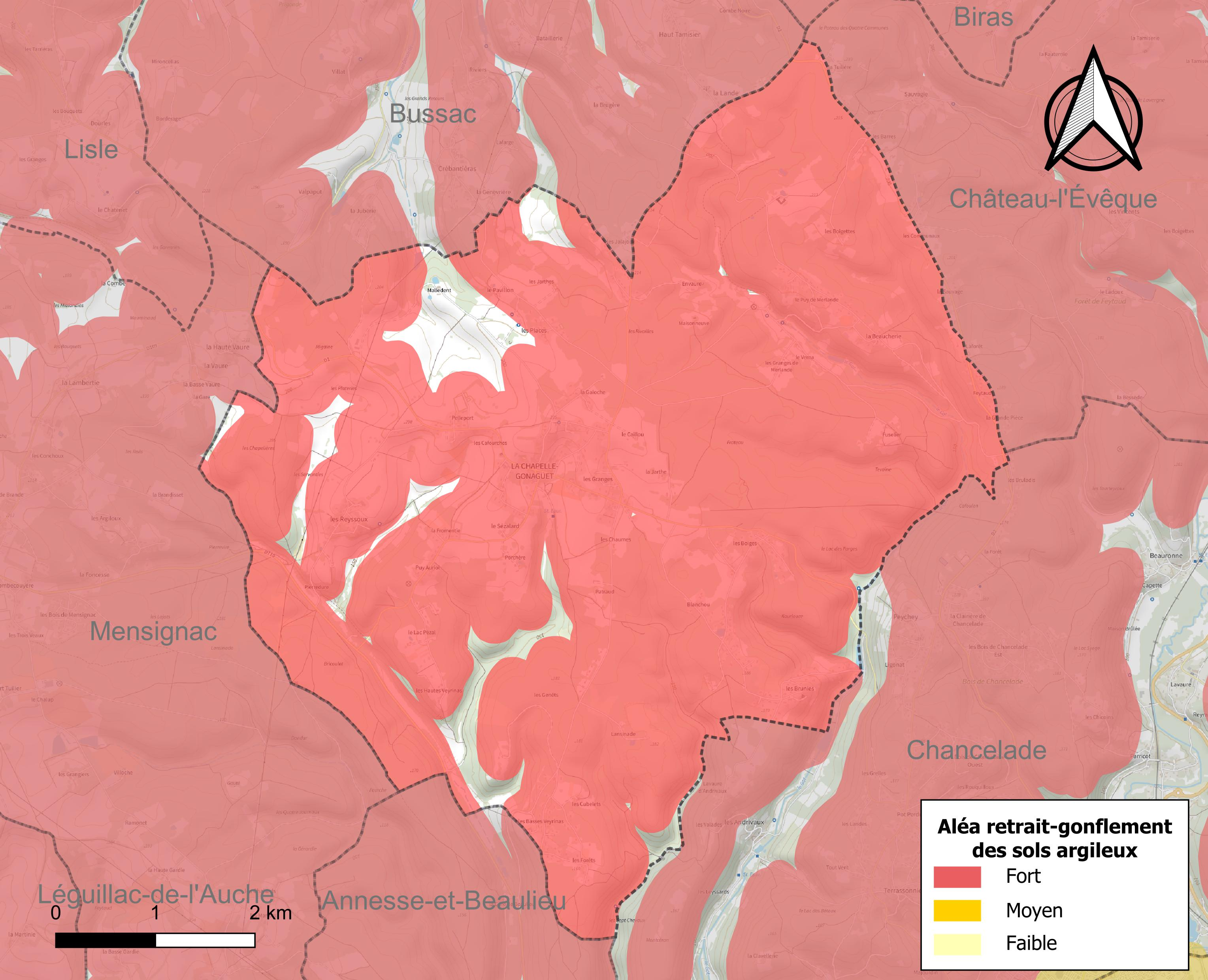
Carte des zones d'aléa retrait-gonflement des sols argileux de La Chapelle-Gonaguet.

Les mouvements de terrains susceptibles de se produire sur la commune sont des tassements différentiels. Le retrait-gonflement des sols argileux est susceptible d'engendrer des dommages importants aux bâtiments en cas d’alternance de périodes de sécheresse et de pluie. 93,3 % de la superficie communale est en aléa moyen ou fort (58,6 % au niveau départemental et 48,5 % au niveau national métropolitain). Depuis le 1er octobre 2020, en application de la loi ÉLAN, différentes contraintes s'imposent aux vendeurs, maîtres d'ouvrages ou constructeurs de biens situés dans une zone classée en aléa moyen ou fort,.
La commune a été reconnue en état de catastrophe naturelle au titre des dommages causés par les inondations et coulées de boue survenues en 1982, 1986, 1999, 2007 et 2018, par la sécheresse en 1989, 1991, 1992, 1995, 2003, 2009 et 2011 et par des mouvements de terrain en 1999.

## Toponymie
En occitan, la commune porte le nom de La Chapela de Gonaguet.

## Histoire
La première mention du nom de La Chapelle-Gonaguet remonte à la fin du XIIe siècle : avec en 1199, Capela d'Agonaguet qui signifie « Chapelle du Petit Agonac », puis Eculesia d'Agonaguet et Gonaguetam en 1380.
Au XVIIIe siècle, elle est identifiée comme La Chapelle Gounaguet sur la carte de Cassini représentant la France entre 1756 et 1789.
En 1809, la partie Merlande de l'ancienne commune de Merlande-et-Andrivaux fusionne avec La Chapelle-Gonaguet.

## Politique et administration

### Rattachements administratifs
La commune de La Chapelle-Gonaguet a été rattachée, dès 1790, au canton de Lisle qui dépendait du district de Perigueux jusqu'en 1795, date de suppression des districts. En 1801, la commune est alors rattachée au canton de Grignols dépendant de l'arrondissement de Périgueux. En 1829, à la suite du transfert de son chef-lieu, le canton prend le nom de canton de Saint-Astier.

### Intercommunalité
Le 27 décembre 2002, la commune adhère à la communauté d'agglomération périgourdine. Celle-ci disparait le 31 décembre 2013, remplacée au 1er janvier 2014 par une nouvelle intercommunalité élargie : Le Grand Périgueux.

### Administration municipale
La population de la commune étant comprise entre 500 et 1 499 habitants au recensement de 2017, quinze conseillers municipaux ont été élus en 2020,.

### Liste des maires
| Période                                  | Période      | Identité          | Étiquette | Qualité                    |
| ---------------------------------------- | ------------ | ----------------- | --------- | -------------------------- |
| 1947                                     | 1959         | Julien Vigier     |           |                            |
| 1959                                     | 1971         | Louis Desmoulin   |           |                            |
| mars 1971                                | avril 1993   | Raoul Rousseau    | RPR       | Médecin Député (1958-1962) |
| 1993                                     | mars 2008    | Jean-Yves Guidoux | DVD       |                            |
| mars 2008                                | février 2019 | Alain Le Pape     | PS        | Cadre bancaire             |
| février 2019 (réélu en mai 2020)         | En cours     | Franck Moissat    | DVD       | Conseiller financier       |
| Les données manquantes sont à compléter. |              |                   |           |                            |

### Politique environnementale
Au lieu-dit Lansinade, une décharge a recueilli les ordures de Périgueux de 1971 à 1996, entassées sur une épaisseur d'une quinzaine de mètres. Fermée après saturation, puis recouverte d'une couche d'argile et replantée d'arbres, elle est devenue une friche naturelle, propriété de la ville de Périgueux, sur laquelle ont été implantés 34 500 panneaux solaires. Mise en service en février 2021, cette centrale solaire photovoltaïque devrait permettre une production annuelle de 14 700 MWh, correspondant à la consommation hors chauffage de 3 900 foyers.

## Équipements et services publics

### Justice
Dans le domaine judiciaire, La Chapelle-Gonaguet relève : 
- du tribunal judiciaire, du tribunal pour enfants, du conseil de prud'hommes et du tribunal de commerce de Périgueux ;
- du pôle Nationalité du tribunal judiciaire de Périgueux (compétent uniquement dans le domaine de la nationalité) ;
- de la cour d'appel, du tribunal administratif et de la  cour administrative d'appel de Bordeaux.

## Population et société

### Démographie
Les habitants de La Chapelle-Gonaguet se nomment les Chapelois.
L'évolution du nombre d'habitants est connue à travers les recensements de la population effectués dans la commune depuis 1793. Pour les communes de moins de 10 000 habitants, une enquête de recensement portant sur toute la population est réalisée tous les cinq ans, les populations de référence des années intermédiaires étant quant à elles estimées par interpolation ou extrapolation. Pour la commune, le premier recensement exhaustif entrant dans le cadre du nouveau dispositif a été réalisé en 2007.

En 2022, la commune comptait 1 058 habitants, en évolution de −0,94 % par rapport à 2016 (Dordogne : +0,37 %, France hors Mayotte : +2,11 %).
| 1793 | 1800 | 1806 | 1821 | 1831 | 1836 | 1841 | 1846 | 1851 |
| ---- | ---- | ---- | ---- | ---- | ---- | ---- | ---- | ---- |
| 449  | 506  | 471  | 651  | 689  | 677  | 651  | 637  | 647  |

| 1856 | 1861 | 1866 | 1872 | 1876 | 1881 | 1886 | 1891 | 1896 |
| ---- | ---- | ---- | ---- | ---- | ---- | ---- | ---- | ---- |
| 623  | 580  | 558  | 577  | 598  | 575  | 559  | 553  | 523  |

| 1901 | 1906 | 1911 | 1921 | 1926 | 1931 | 1936 | 1946 | 1954 |
| ---- | ---- | ---- | ---- | ---- | ---- | ---- | ---- | ---- |
| 506  | 524  | 483  | 449  | 428  | 408  | 399  | 367  | 372  |

| 1962 | 1968 | 1975 | 1982 | 1990 | 1999 | 2006  | 2007  | 2012  |
| ---- | ---- | ---- | ---- | ---- | ---- | ----- | ----- | ----- |
| 348  | 307  | 331  | 421  | 703  | 863  | 1 004 | 1 024 | 1 077 |

| 2017  | 2022  | - | - | - | - | - | - | - |
| ----- | ----- | - | - | - | - | - | - | - |
| 1 069 | 1 058 | - | - | - | - | - | - | - |

#### Remarque
Les recensements de 1793, 1800 et 1806 n'intègrent pas la partie Merlande de l'ancienne commune de Merlande-et-Andrivaux qui fusionnera avec la Chapelle-Gonaguet en 1809.

## Économie

### Emploi
En 2015, parmi la population communale comprise entre 15 et 64 ans, les actifs représentent 503 personnes, soit 50,8 % de la population municipale. Le nombre de chômeurs (quarante-sept) a diminué par rapport à 2010 (cinquante-neuf) et le taux de chômage de cette population active s'établit à 9,3 %.

### Établissements
Au 31 décembre 2015, la commune compte 72 établissements, dont trente-cinq au niveau des commerces, transports ou services, seize dans la construction, dix dans l'agriculture, la sylviculture ou la pêche, six dans l'industrie, et cinq relatifs au secteur administratif, à l'enseignement, à la santé ou à l'action sociale.

## Culture locale et patrimoine

### Lieux et monuments
- Église paroissiale Saint-Michel du XIIe siècle, remaniée aux XIVe et XVIe siècles. L'église est inscrite aux monuments historiques en 2020[58], mais une partie du mobilier ecclésiastique était protégé auparavant : porte de sacristie du XVIIe siècle[59], meuble de sacristie du XVIIIe siècle[60], gradin, tabernacle, retable du XVIIe siècle[61], accompagnant un maître-autel du XIXe siècle. Le retable est illustré de quatre tableaux du XVIIe siècle classés au titre des monuments historiques[62]. La cloche qui date de 1807, a été fondue avec le bronze des canons enlevés aux Autrichiens par Napoléon Ier lors de la victoire d'Austerlitz, le 2 décembre 1805[réf. nécessaire].

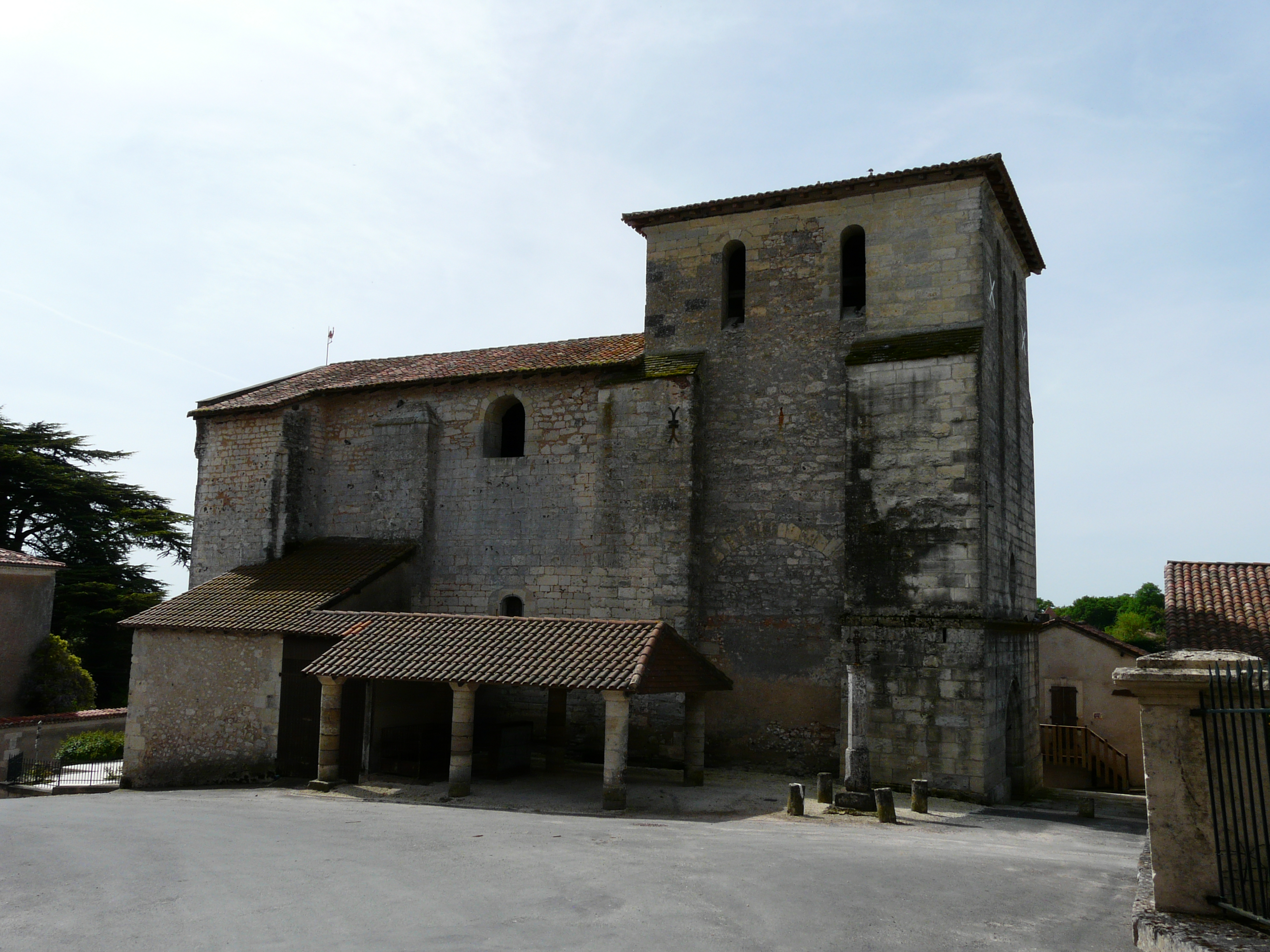
L'église.
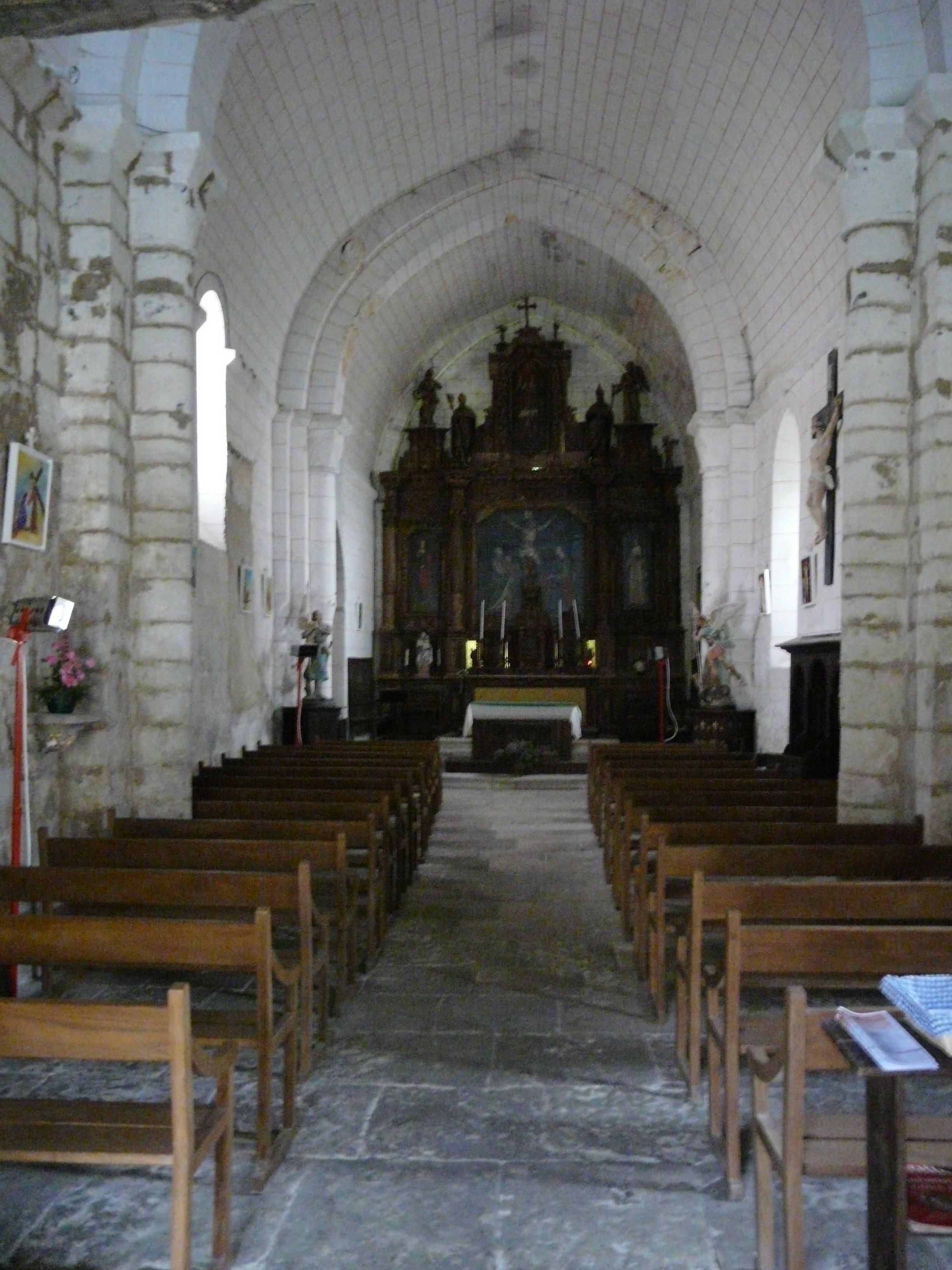
La nef.
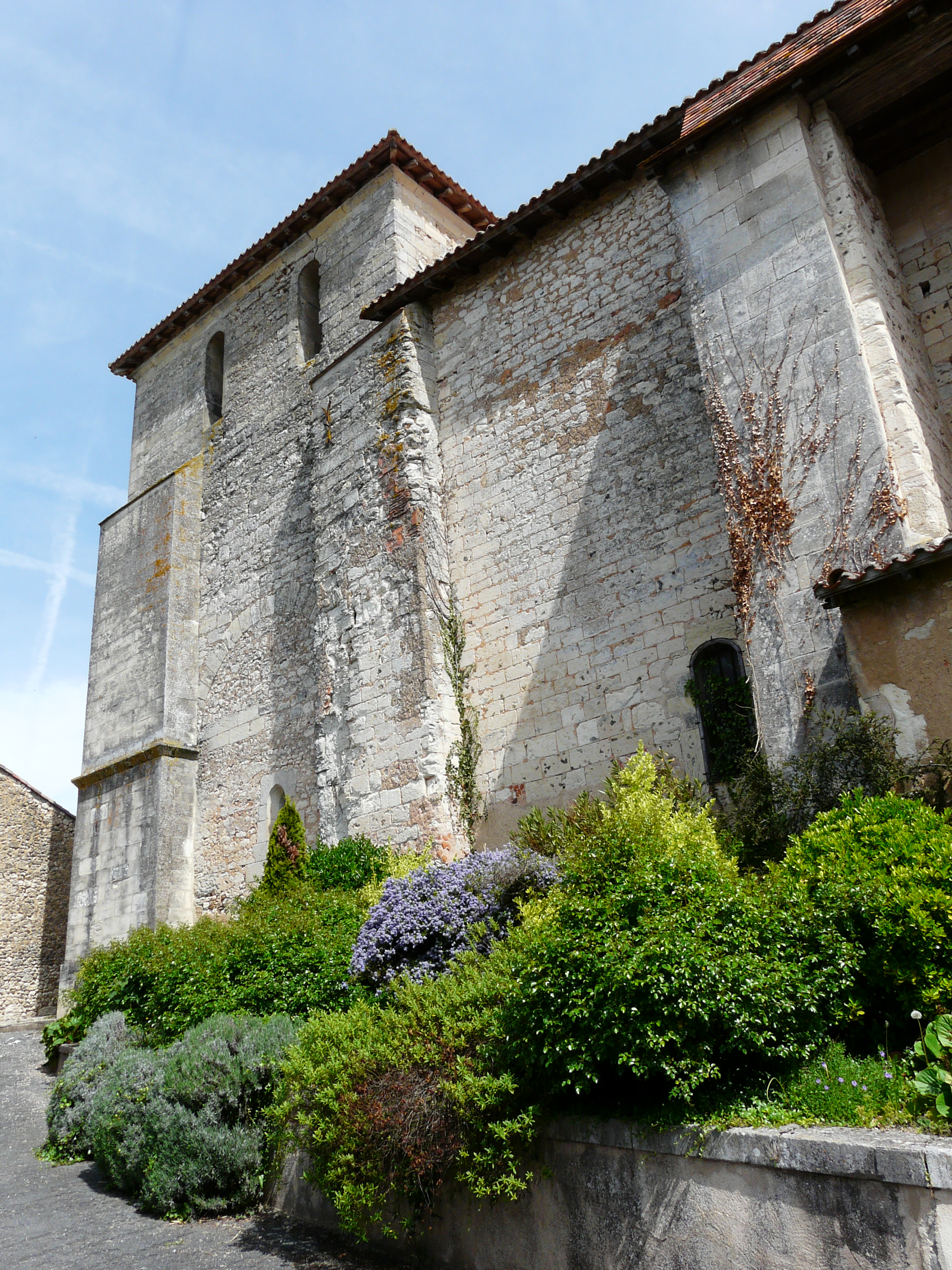
L'église.

- Prieuré de Merlande (1143), classé monument historique depuis 1892, son domaine étant inscrit en 2008[63]

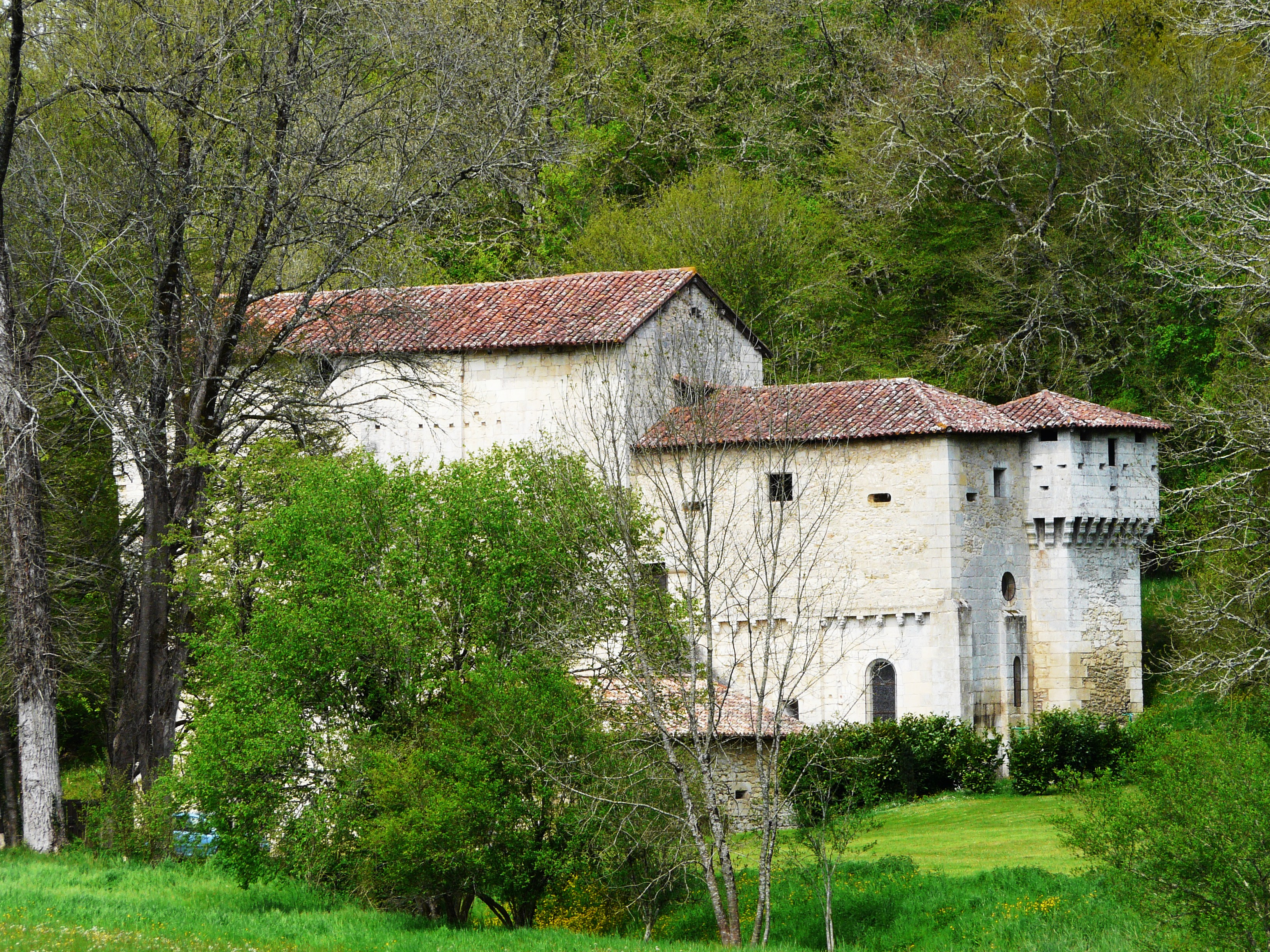
Prieuré de Merlande : l'arrière fortifié.
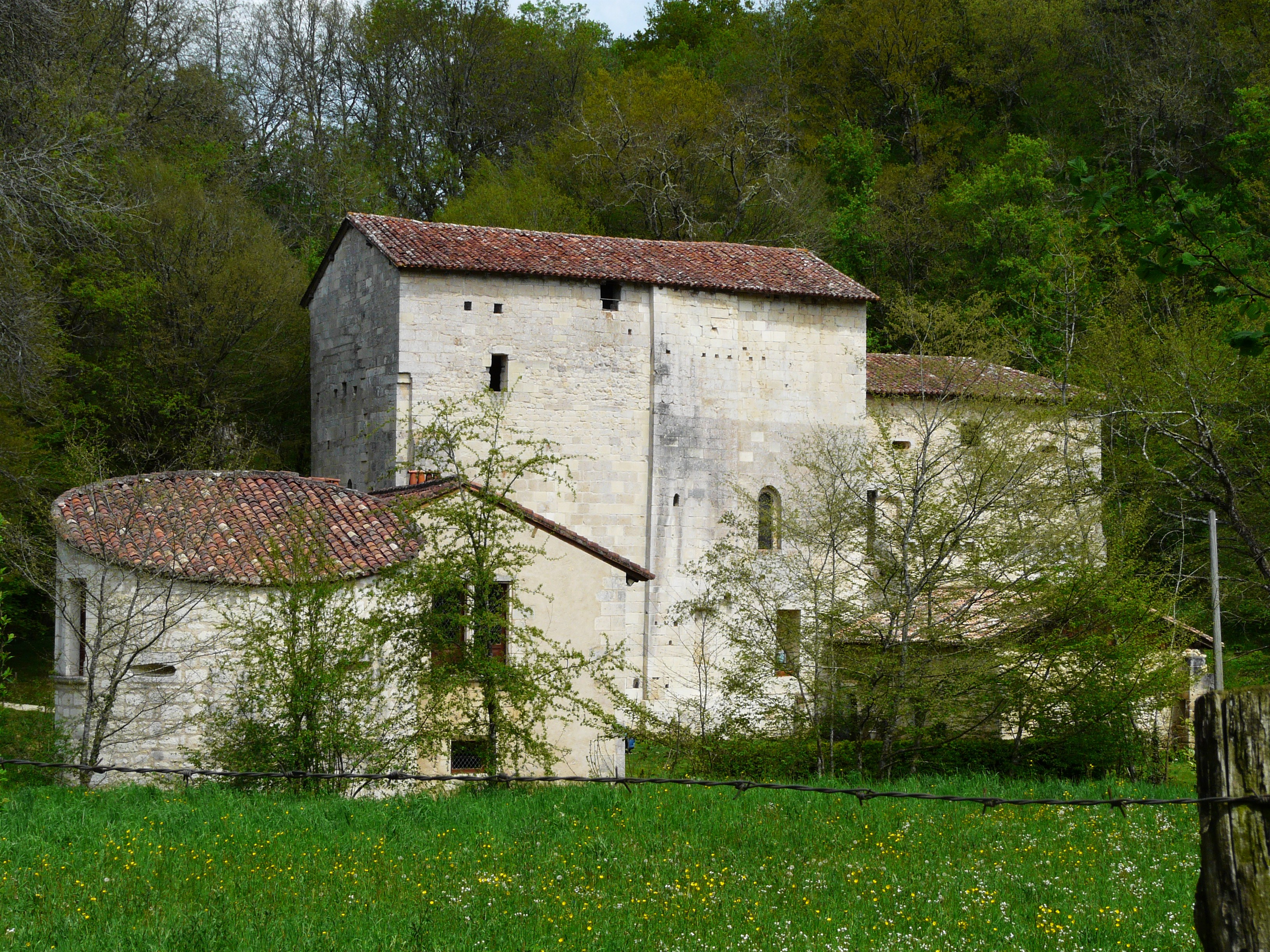
Prieuré de Merlande : le côté.
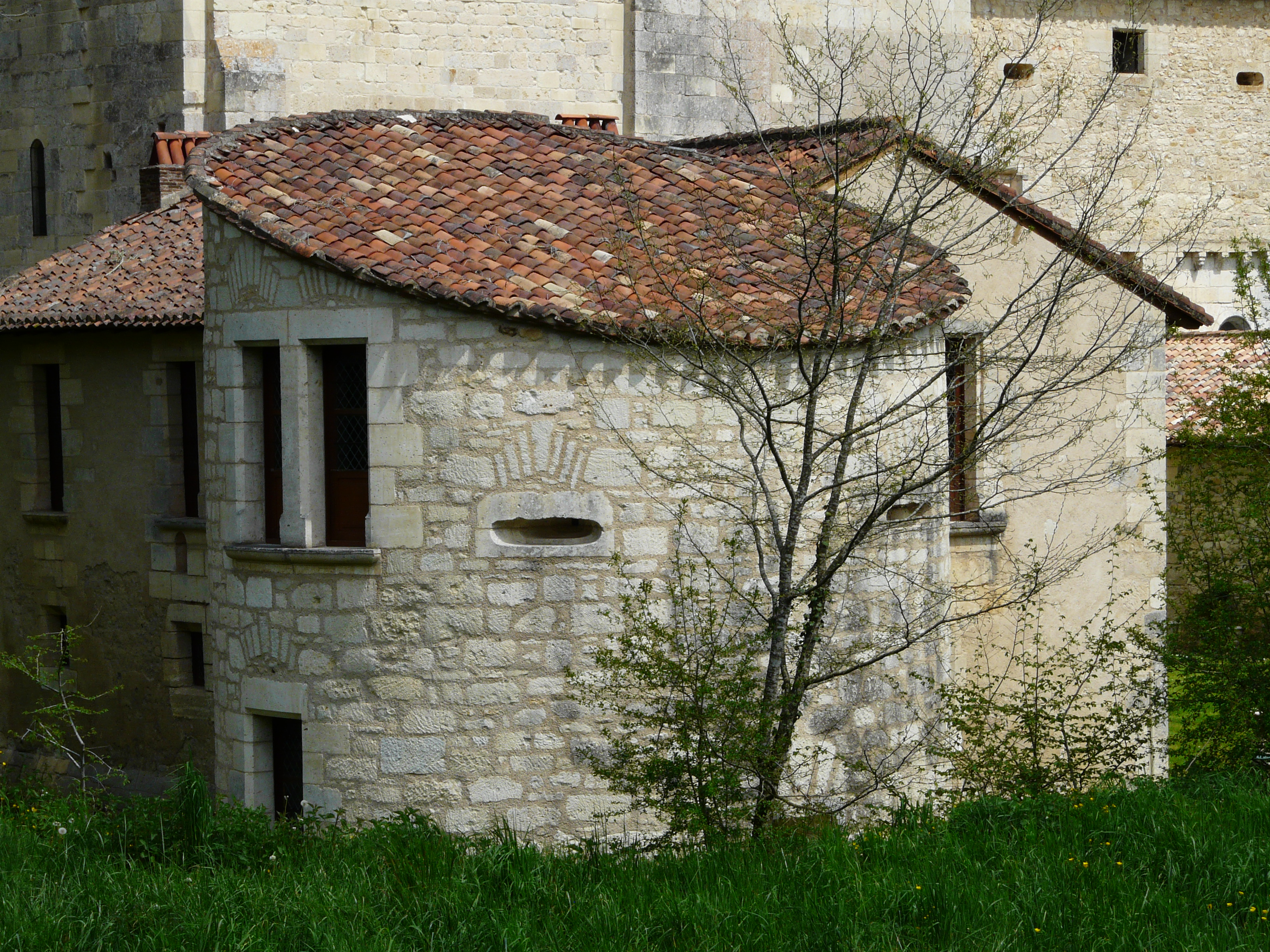
La tour et le logis du prieur.
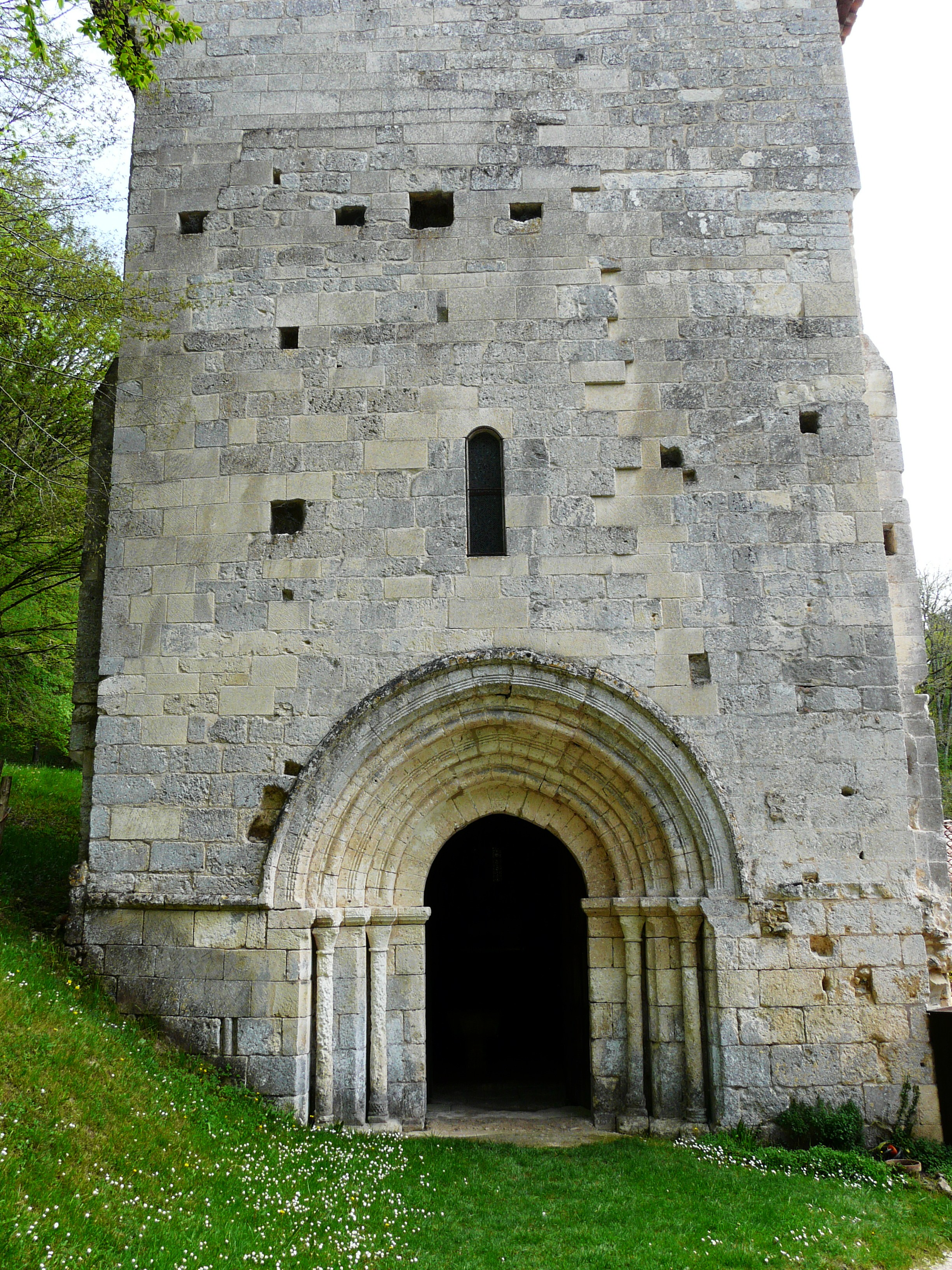
L'entrée.

L'intérieur du prieuré
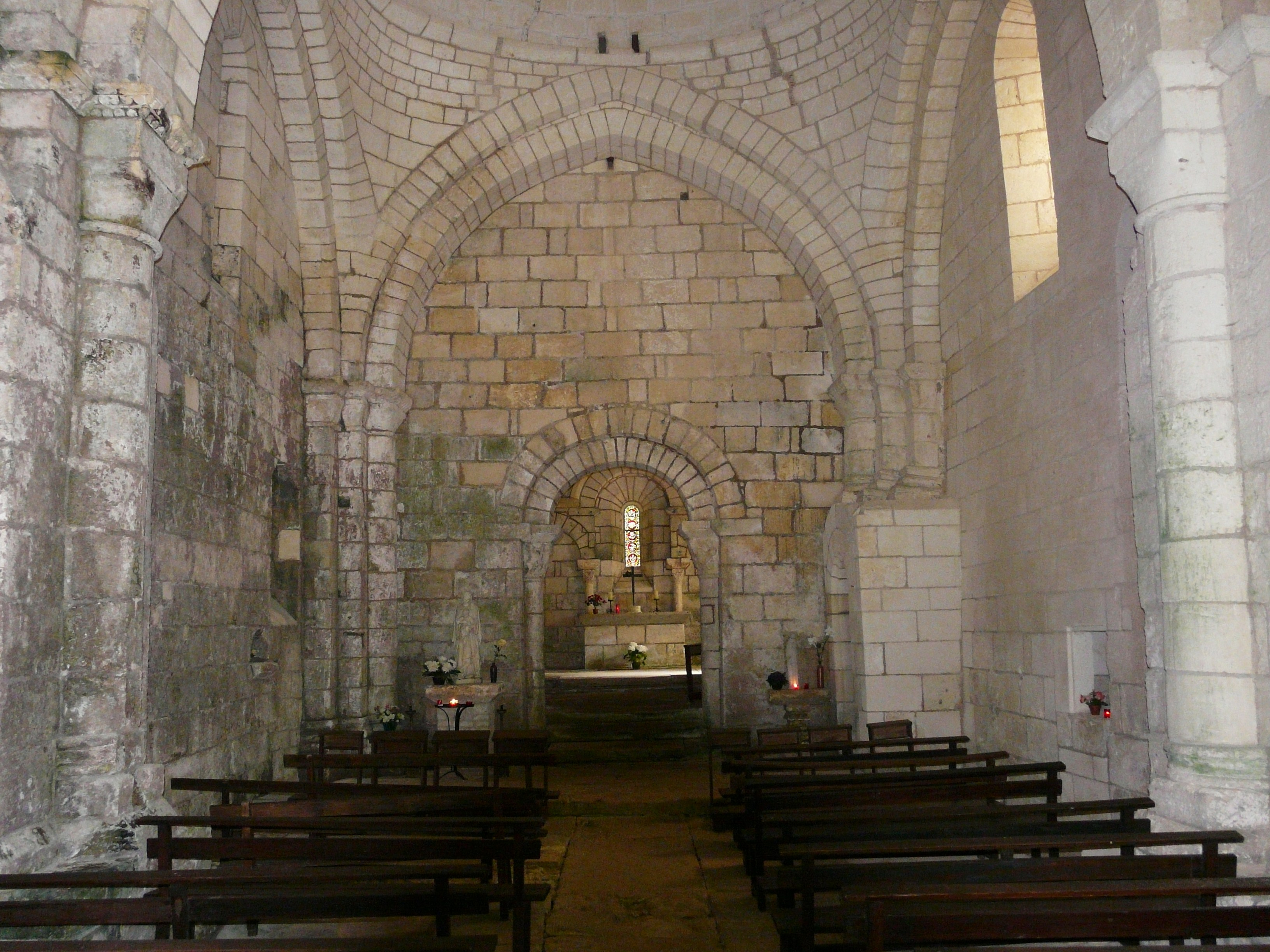
La nef, le chœur et, au fond, le sanctuaire.

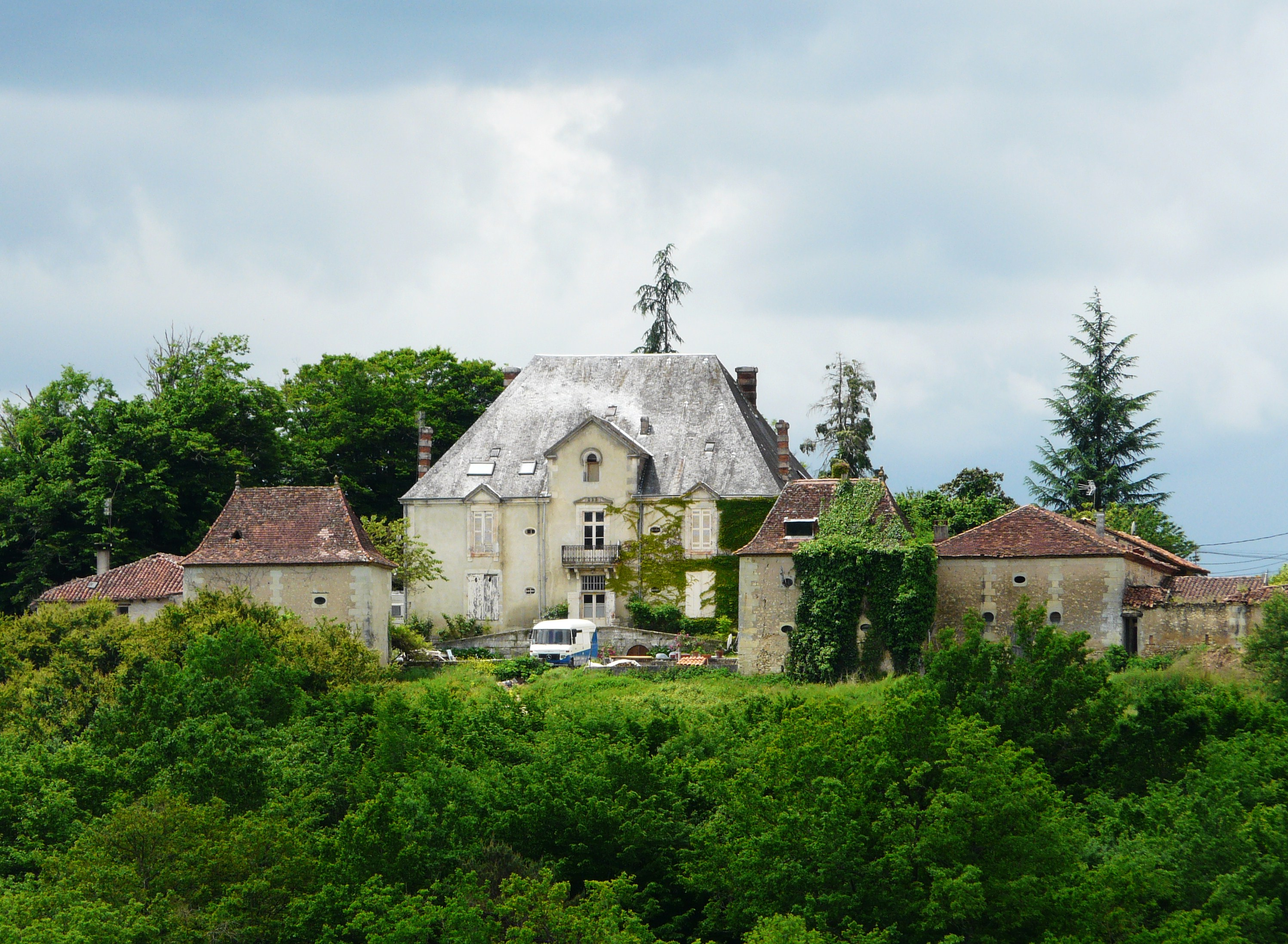
Le château des Brunies.

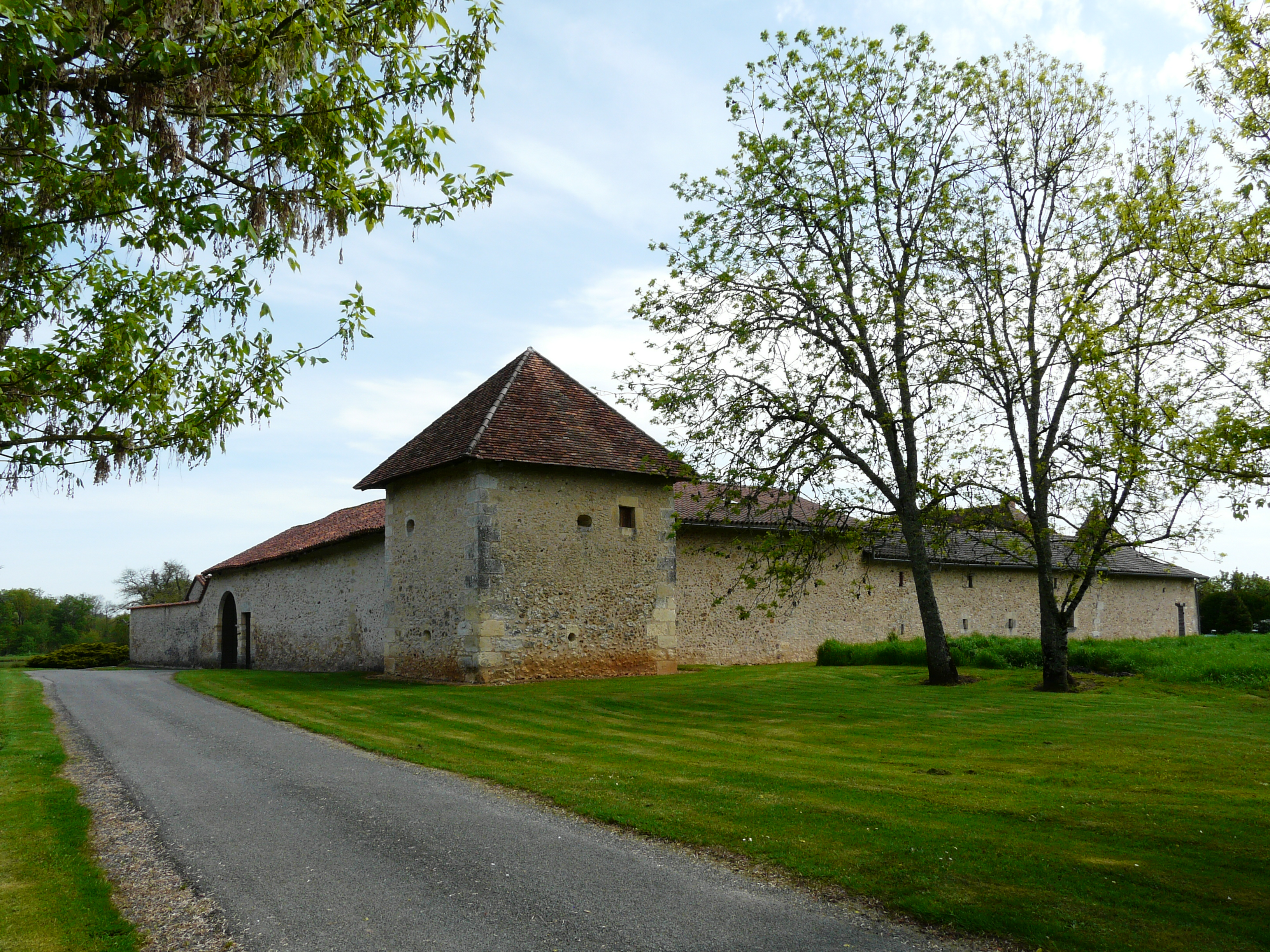
La chartreuse des Landes.

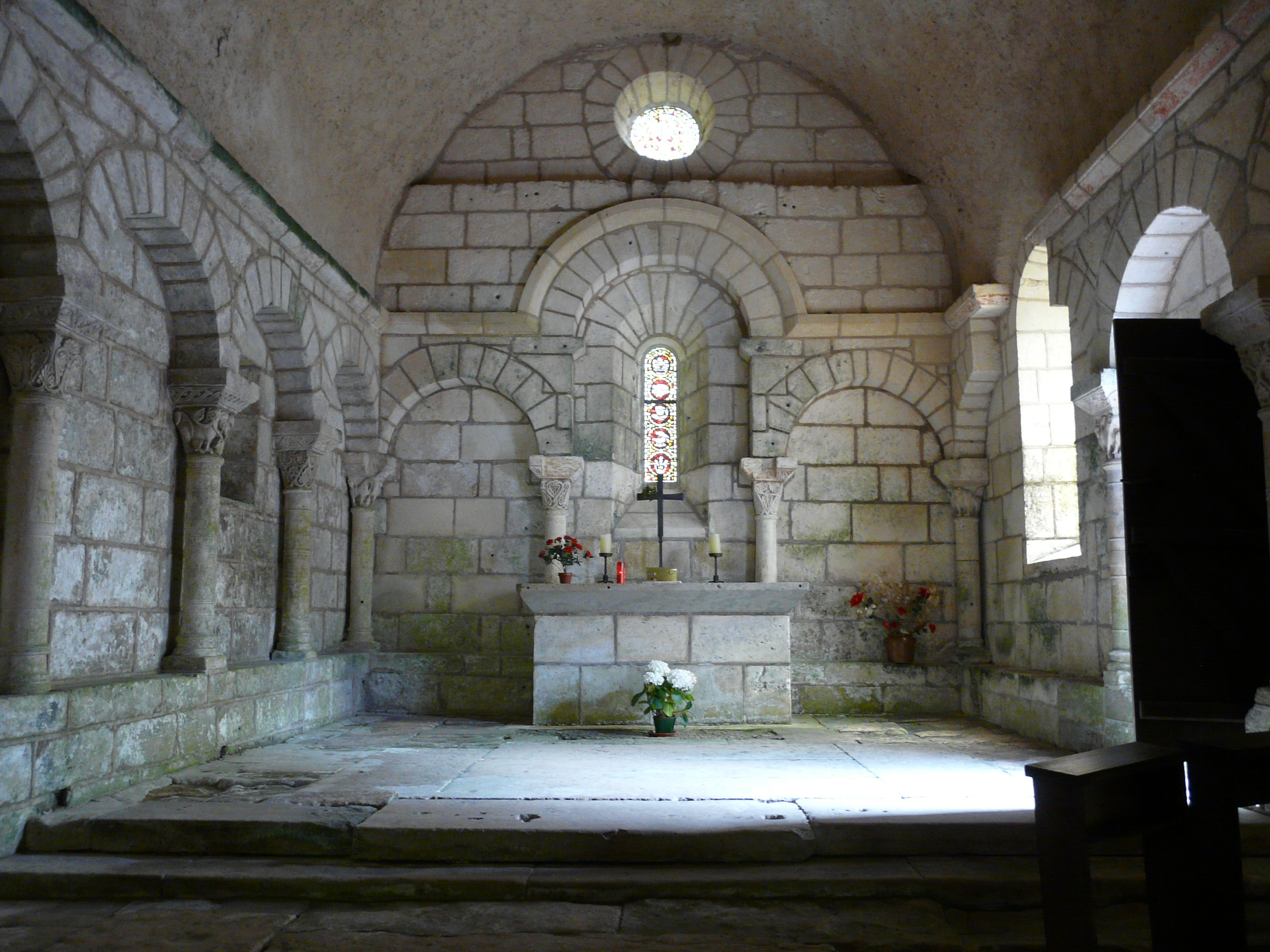
Le sanctuaire.
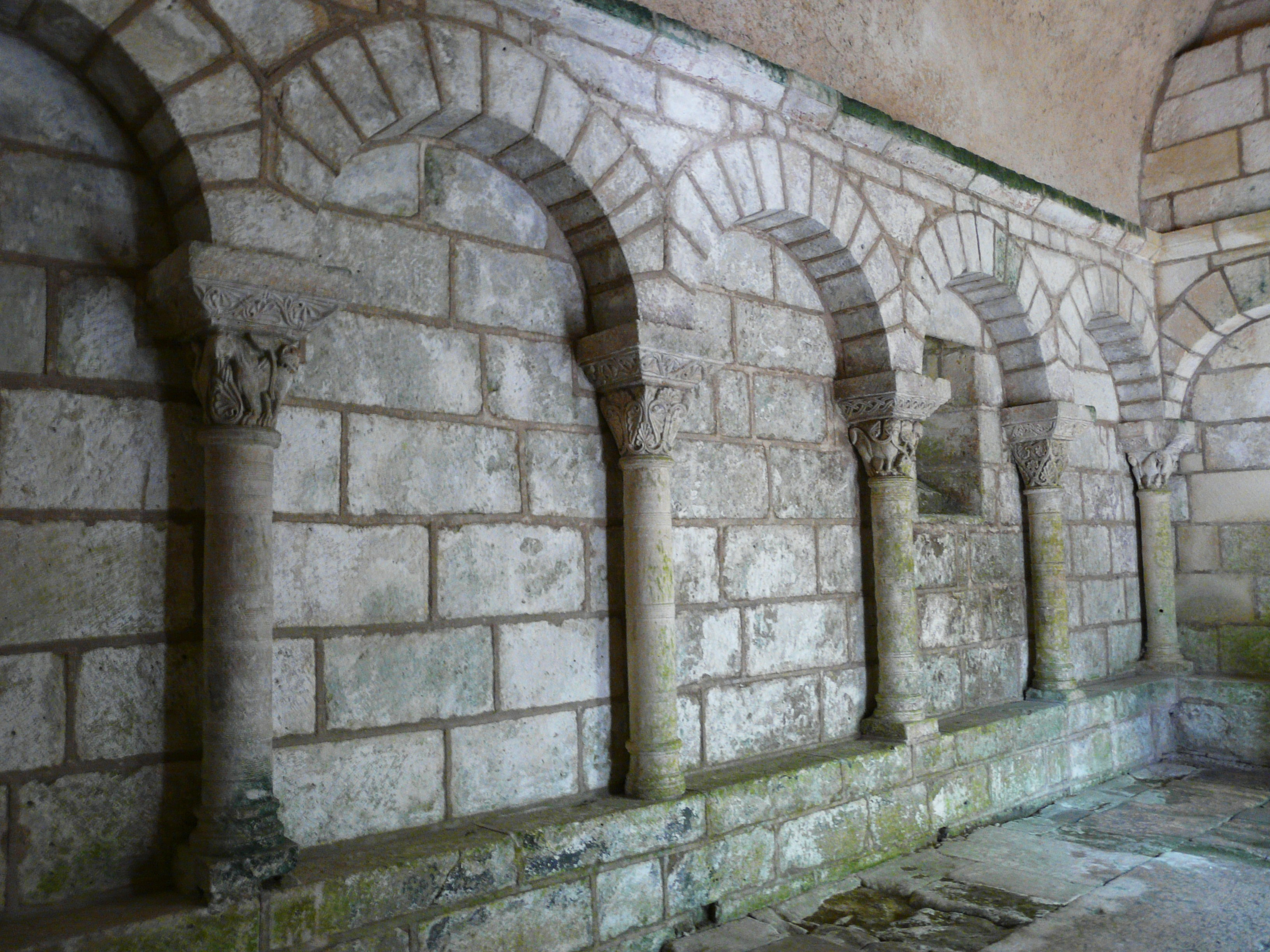
Travée de chapiteaux.

Quelques chapiteaux autour du sanctuaire
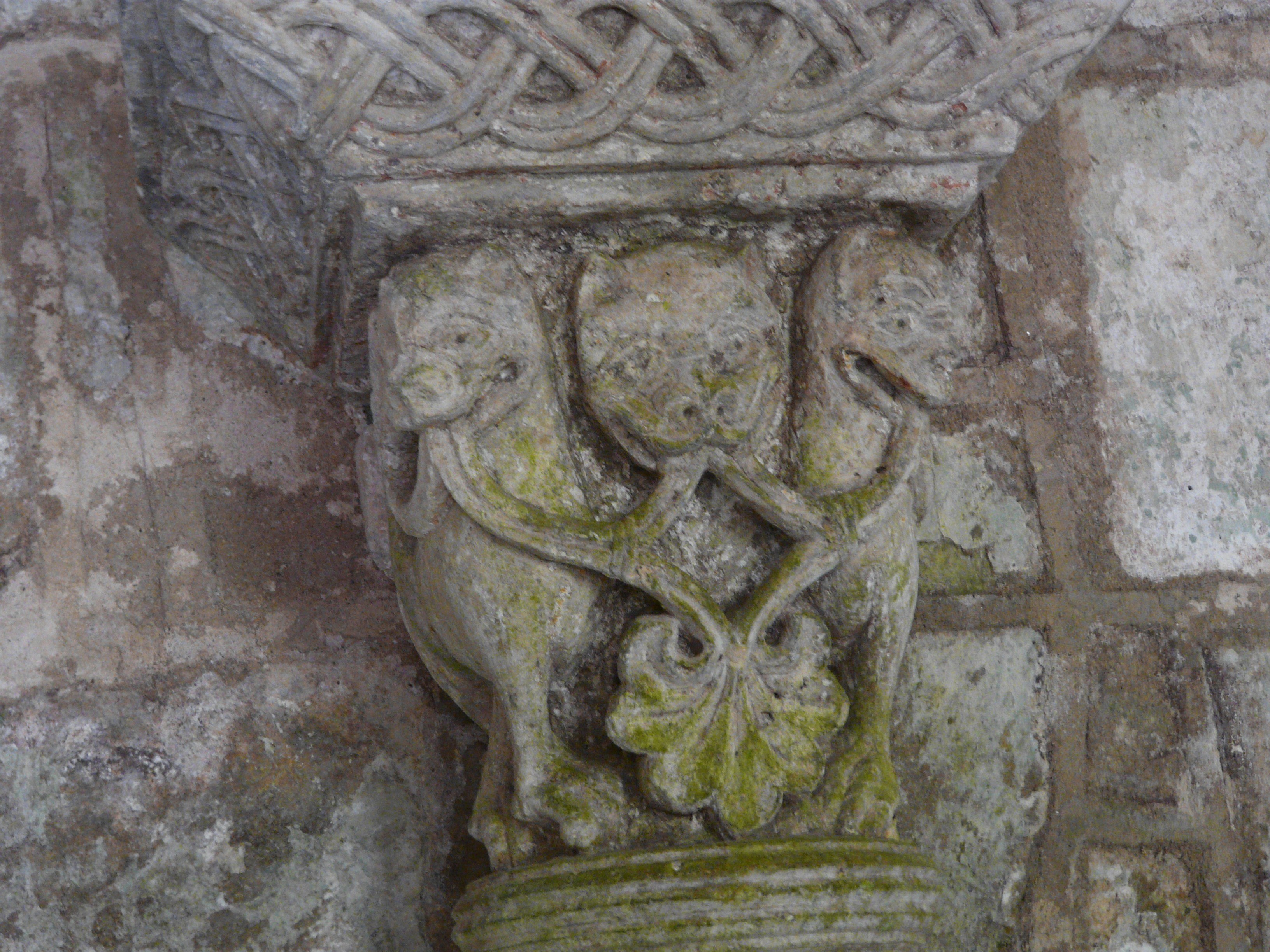
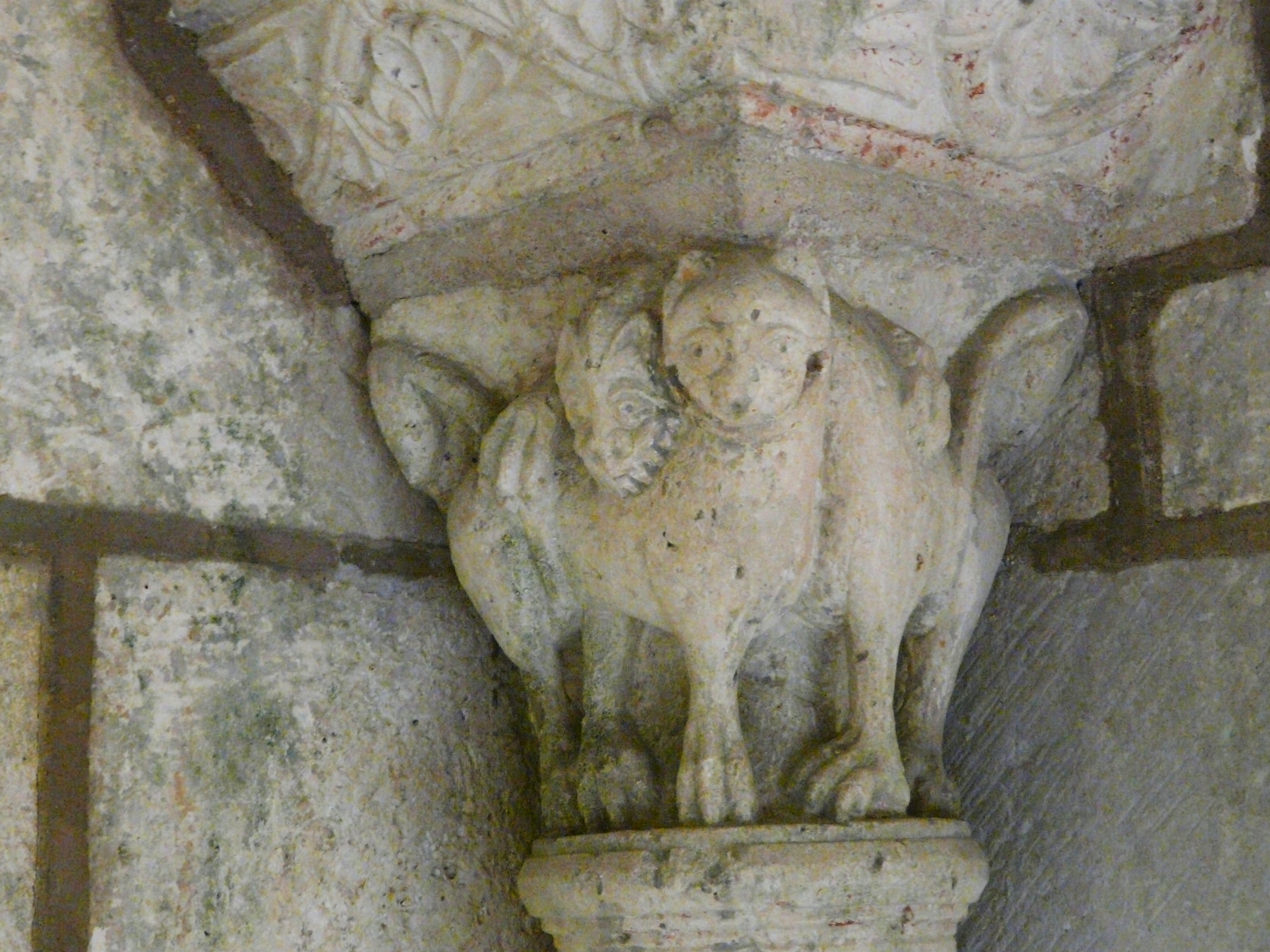
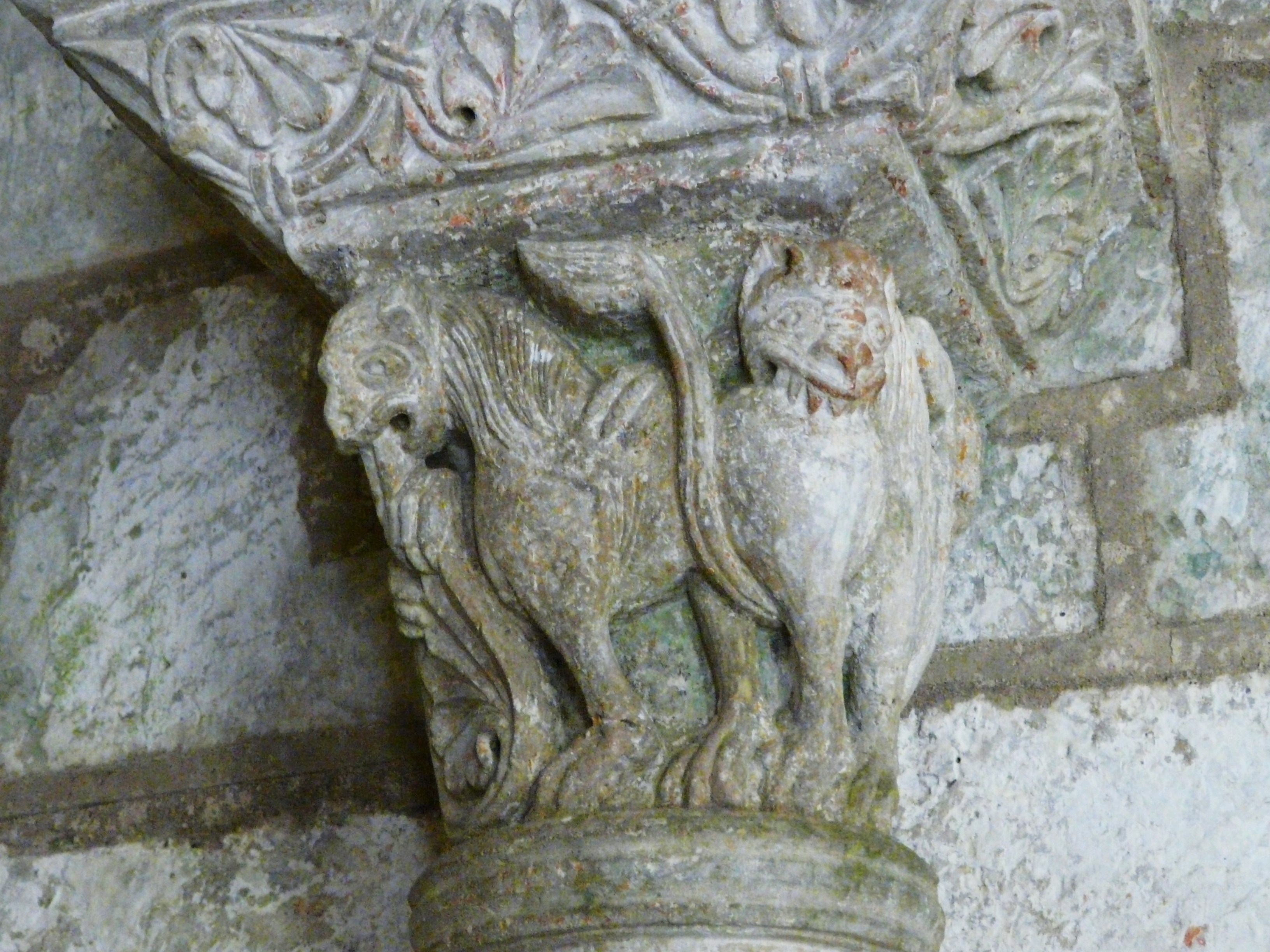

- Château des Brunies, XVIIe siècle, XVIIIe siècle, propriété privée
- Chartreuse des Landes, XVIIe siècle, propriété privée

### Patrimoine naturel
Le territoire communal présente quatre zones protégées.
Partagée avec les communes de Chancelade et Château-l'Évêque, la forêt de chênes de Feytaud, occupe environ 270 hectares dans le nord-est du territoire communal. Elle est protégée en tant que zone naturelle d'intérêt écologique, faunistique et floristique (ZNIEFF) de type II,.
Elle héberge deux espèces de rapaces protégées sur le territoire national : la Buse variable (Buteo buteo) et la Bondrée apivore (Pernis apivorus). Au niveau de sa flore, deux espèces de plantes y sont considérées comme déterminantes : l'Aubépine à deux styles (Crataegus laevigata), et le Groseillier à grappes (Ribes rubrum).
Au sud-ouest, sur une mince bande de 200 à 300 mètres de large pour deux kilomètres de long comprise entre la commune de Léguillac-de-l'Auche et la route départementale 710, la forêt de la Faye est une autre ZNIEFF de type II qui présente un massif composé principalement de chênes pédonculés,.
Deux autres correspondent à des sites de superficies restreintes :
- le site classé de Merlande s'étend sur 100 hectares autour du Prieuré de Merlande[69],[70] ;
- sur trois hectares, le site du bourg est inscrit[71],[72].

### Personnalités liées à la commune
- Victor Hugo, dans son roman Les Misérables, fait passer son héros Jean Valjean au château des Brunies[73].
- Raoul Rousseau, (1915-1993), médecin et homme politique, fut maire de La Chapelle-Gonaguet de 1971 à 1993.

## Pour approfondir